# Журомин
Журомин (пољ. Żuromin) град је у Пољској у Војводству мазовском. По подацима из 2012. године број становника у месту је био 9016.

## Становништво
| 2012. |
| ----- |
| 9.016 |